# Beishi (Fluss)
Der Beishi (chinesisch 北勢溪, Pinyin Běishìxī) ist ein Fluss im Norden der Insel Taiwan. 

## Verlauf und Bedeutung
Der Beishi entspringt an den Hängen des Berges Sanfangxiang im Bezirk Shuangxi der Stadt Neu-Taipeh und durchfließt auf einer Länge von 50 km die Bezirke Pinglin und Shiding und vereinigt sich im Gebiet des Bezirks Xindian mit dem Fluss Nanshi zum Fluss Xindian, der seinerseits einer der Hauptzuflüsse des Tamsui-Flusses ist.
Im Bezirk Shiding ist der Beishi zum Feicui-Stausee, dem zweitgrößten Stausee Taiwans, aufgestaut, der von großer Bedeutung für die Trinkwasserversorgung des Nordens der Insel ist. Bei der Anlegung des Stausees wurden viele für ihre Schönheit bekannte Flusstäler des Beishi überflutet.
Am westlichen Ausgang des Stausees befindet sich das Guishan-Wasserkraftwerk.